# Lake Darby
Lake Darby és una concentració de població designada pel cens dels Estats Units a l'estat d'Ohio. Segons el cens del 2000 tenia 3.727 habitants.

## Demografia
Segons el cens del 2000, Lake Darby tenia 3.727 habitants, 1.198 habitatges, i 1.041 famílies. La densitat de població era de 422 habitants/km².
Dels 1.198 habitatges en un 53,6% hi vivien nens de menys de 18 anys, en un 72,6% hi vivien parelles casades, en un 10,4% dones solteres, i en un 13,1% no eren unitats familiars. En el 10,1% dels habitatges hi vivien persones soles el 0,5% de les quals corresponia a persones de 65 anys o més que vivien soles. El nombre mitjà de persones vivint en cada habitatge era de 3,1 i el nombre mitjà de persones que vivien en cada família era de 3,31.
Per edats la població es repartia de la següent manera: un 33,9% tenia menys de 18 anys, un 6,1% entre 18 i 24, un 40,5% entre 25 i 44, un 17,3% de 45 a 60 i un 2% 65 anys o més.
L'edat mediana era de 30 anys. Per cada 100 dones de 18 o més anys hi havia 97,8 homes.
La renda mediana per habitatge era de 61.843 $ i la renda mediana per família de 61.474 $. Els homes tenien una renda mediana de 36.293 $ mentre que les dones 30.385 $. La renda per capita de la població era de 23.079 $. Aproximadament l'1,1% de les famílies i l'1,9% de la població estaven per davall del llindar de pobresa.

## Poblacions properes
El següent diagrama mostra les poblacions més properes.